# Генуезька вулиця (Севастополь)
Генуезька вулиця (крим. Cenevez soqaq) — вулиця в Гагарінському районі Севастополя, в мікрорайоні Гераклея.
Названа на честь генуезьких колоній у Криму.